# Guerra lamiaca
La guerra lamìaca (da Lamìa, città della Grecia Centrale), anche detta ellenica (323 a.C.-322 o 319 a.C.), fu combattuta tra una coalizione di poleis (città-stato greche) guidata da Atene contro il regno di Macedonia, allo scopo di scrollarsi di dosso il giogo macedone dopo la morte di Alessandro Magno; la guerra fu contemporanea ad altre rivolte contro il dominio macedone: una in Cappadocia, sedata da Perdicca ed Eumene di Cardia, e una nei domini orientali dell'impero di Alessandro, controllata da Peitone. La vittoria macedone segnò la fine dell'indipendenza di Atene installando un presidio macedone al Pireo.

## Fonti
Le principali fonti primarie sulla guerra lamiaca sono le opere di Diodoro, che resta la più dettagliata, e di Plutarco. Entrambe le fonti risultano piuttosto obiettive nella loro narrazione, dimostrando un certo distacco dalla presa di posizione greca in questa guerra. Anzi, in Diodoro i successi macedoni di Crannon e Amorgo hanno un'importanza che va ben al di sopra della loro reale entità.
Tradizionalmente, seguendo la linea delle fonti filo-ateniesi, si fa risalire il termine della guerra lamiaca al 322 a.C., con la resa di Atene. Prendendo in esame la narrazione di Diodoro, che si è detto essere abbastanza obiettivo, se non quasi pro-macedone, nel 322/1 a.C., gli Etoli, alleati ateniesi, sono ancora ben armati sul fronte nord-occidentale e la "tregua" che si sarebbe dovuta stipulare nel 322, non impedì loro di passare all'offensiva nel 320 a.C. Ulteriori attacchi saranno poi scongiurati dalla tregua, storicamente documentata, di Poliperconte nel 319 a.C.
Le fonti sono separate e divergono ognuna seguendo la propria linea dei fatti e subendo inevitabilmente l'influenza della propria parte politica. La divergenza delle fonti è testimoniato dall'incerta ubicazione della prima battaglia tra i Macedoni e i Greci; ad Amorgo, secondo il Marmor Parium, o alle Echinadi prestando fede a Diodoro

## Antefatti

### Il decreto degli esuli
Nel 323 a.C. numerose città-stato greche della lega di Corinto si ribellarono contro la Macedonia, in seguito alla morte di Alessandro Magno. Le città greche infatti, non avevano mai accettato il fatto di essere suddite della Macedonia, che dopo la vittoria di Cheronea aveva imposto il suo comando con le armi, ma fu soprattutto una delle ultime leggi di Alessandro, il decreto degli esuli (324 a.C.), che sollevò molti risentimenti in Grecia, in particolar modo ad Atene, che iniziò ad armarsi ancor prima della morte di Alessandro. Il decreto degli esuli, che stabiliva il ritorno di tutti gli esuli e la concessione della cittadinanza e delle proprietà, fu percepito in Grecia come una violazione dell'autonomia che Alessandro aveva concesso. Per gli Ateniesi il rispetto del decreto avrebbe significato la perdita del controllo di Samo, alleata dal 366 a.C., dove i cleruchi ateniesi avrebbero dovuto riconsegnare agli esuli i propri terreni. Perciò, gli Ateniesi si rifiutarono di sottostare alle condizioni del decreto e fecero prigionieri gli esuli di Samo.

### Preludio alla guerra
Il principale filone della tradizione, che si rifà in particolare a Diodoro, parla di una rivolta contro l'egemonia macedone sulla Grecia con l'arrivo della notizia della morte di Alessandro Magno a Babilonia. Fomentata dai discorsi di Leostene e Iperide, Atene si sollevò contro le guarnigioni macedoni e cominciò una guerra, che, dalla morte di Alessandro, sarebbe parsa inevitabile; d'altronde già Dinarco (Contro Demostene, 69-70) parla della possibilità di una guerra: dove i motivi ricalcavano gli ideali di libertà (ἐλευθερία) e autonomia (αὐτονομία), termini utilizzati in particolare da Diodoro. e da Iperide.
È comunque presente anche un'altra tradizione testimoniata in Giustino e in Curzio, nella quale la guerra lamiaca inizia prima della morte di Alessandro. Questa tradizione, secondo la storica Marta Sordi, non risulta del tutto improbabile; Samo, nel 324 a.C., era riuscita a liberarsi grazie a un proprio concittadino, Gorgo, e i Greci avrebbero potuto imitare l'esempio dell'isola greca (spinti probabilmente dai sospetti che Alessandro poteva nutrire sui rapporti tra Arpalo e Atene). Atene, infatti, aveva già iniziato i preparativi alla guerra nel 326 a.C. con l'allestimento di una flotta ed era pronta all'azione.
In ogni caso, con l'aiuto delle città della Grecia centrale e settentrionale, Atene mise in campo 25 000 soldati (10 000 ateniesi; 12 000 etoli e diversi contingenti mercenari) da contrapporre ai Macedoni del generale Antipatro. Egli aveva il controllo della Macedonia e della Grecia ma, impegnato anche nel compito di tutelare il confine settentrionale della Macedonia e l'Asia Minore, poteva mobilitare solo 13 000 soldati e 600 cavalieri mentre Cratero e Filota, di stanza in Asia Minore con 10 000 uomini, non avrebbero potuto giungere nel teatro di guerra in breve tempo.
Tuttavia, nonostante l'inferiorità numerica, Antipatro, contando sull'appoggio offerto dai Tessali, decise di marciare contro l'esercito greco ribelle.

## Conflitto

### Assedio di Lamia
Gli Ateniesi, a questo punto, inviarono ambasciatori presso i Tessali riuscendo ad ottenerne la defezione dall'esercito macedone e a prendere possesso del passo delle Termopili insieme ai ribelli, senza che i Macedoni potessero impedirlo.
Antipatro, in forte inferiorità numerica e con le vie di ritirata bloccate, decise di rifugiarsi nella piazzaforte di Lamia: i Greci decisero di porre la città sotto assedio, sfruttando la disciplina dei propri mercenari (che saranno i principali artefici dell'iniziale vantaggio ateniese). Leostene ordinò quindi di costruire delle linee di circonvallazione attorno alla città assediata: durante i lavori accadde però che i difensori tentarono una sortita in forze, durante la quale Leostene fu colpito da una pietra alla testa, morendo dopo tre giorni.

### Battaglia di Amorgo e di Crannone
L'anno seguente, Iperide pronunciò l'orazione funebre in onore dei caduti ateniesi mentre Leostene fu sostituito dall'ecclesia con Antifilo; poche settimane dopo gli Ateniesi subirono una dura sconfitta nella battaglia navale di Amorgo e non furono quindi in grado di prevenire lo sbarco dei rinforzi macedoni sotto la guida di Leonnato e che contavano oltre 20 000 fanti e 1 500 cavalieri.
Ricevuta la notizia della battaglia di Amorgo e dell'arrivo dei rinforzi nemici, gli eserciti greci si ritirarono da Lamia e Antipatro poté finalmente lasciare la città per ricongiungersi a nord con gli ulteriori rinforzi guidati da Cratero. Per prevenire il ricongiungimento degli eserciti nemici, gli Ateniesi ed i loro alleati tentarono di sbarrare la strada alle truppe di Antipatro il quale decise di prendere l'iniziativa ed attaccare le forze ribelli greche nella battaglia di Crannone, in Tessaglia (5 settembre 322 a.C.), riportando una vittoria decisiva.
Dopo la battaglia gli eserciti congiunti di Cratero e di Antipatro impegnarono le truppe ateniesi e greche in una serie di continue schermaglie di fanteria e cavalleria, finché i ribelli non accettarono la pace alle condizioni poste da Antipatro.
Durante la guerra lamiaca trovò la morte in battaglia Leonnato, che quindi non poté sposarsi, come aveva pianificato, con Cleopatra, sorella di Alessandro Magno e vedova di Alessandro I.

### Esito
Antipatro pose, tuttavia, condizioni assai miti: gli Ateniesi avrebbero dovuto disarmare l'armata, accettare una guarnigione macedone presso il Pireo e riformare la costituzione in modo da garantire diritti politici solo a chi possedesse un patrimonio mobile o immobile pari a duemila dracme, fatto che avrebbe escluso dal governo le classi sociali più basse, principali fautrici della guerra; gli Ateniesi accettarono i termini.
Quanto a Iperide e Demostene, principali istigatori del conflitto, il primo fu ucciso in Eubea, il secondo, rifugiatosi presso il santuario di Poseidone a Calauria, si suicidò.

#### La fine della guerra
L'imposizione di alcune condizioni e il ritorno di Antipatro in Macedonia, per essere presente alle nozze della propria figlia con Cratero, sembra definitivamente chiudere la guerra lamiaca; viene, tra l'altro, espressamente annunciata l'idea di una spedizione in Asia in soccorso di Antigono. Così è per Diodoro e per tutte le altre fonti primarie: Plutarco, Strabone, Curzio Rufo, Arriano, Giustino e nel Marmor Parium.
Eppure, stando alla narrazione di Diodoro (che qui è in contraddizione con sé stesso), l'inverno seguente, Antipatro e Cratero avrebbero organizzato una spedizione contro gli Etoli, alleati di Atene. Giustino dà una precisa conferma della pace stipulata da Antipatro nel 322 a.C. e riferisce che passò subito alla spedizione asiatica, tralasciando ogni questione riguardante la resistenza degli Etoli, conosciuta grazie alla sola menzione di Diodoro. È importante sottolineare come tra le due narrazioni differiscano i termini utilizzati: se Diodoro parla di una tregua (in greco διάλυσις, quindi un trattato dal carattere provvisorio) con gli Etoli nel 322/1, Giustino annovera invece una pace (in latino pax) già alla resa di Atene del 322 a.C. Ad una valutazione moderna, si può trovare un condivisibile termine nel 319, con il proclama di Poliperconte in cui si prometteva il rientro degli esuli e il ripristino di ogni governo democratico abbattuto da Antipatro. Svariate sono le spiegazioni date dagli studiosi riguardo alle contraddizioni di Diodoro, anche se è da ritenere maggiormente probabile un errore cronologico di Diodoro, che erroneamente anticipa il ritorno di Antipatro in Macedonia, o un errore nelle fonti prese dallo storico. Con il proclama di Poliperconte, secondo la storica Marta Sordi, si sancisce la vera e propria fine della guerra lamiaca.